# Dubrownik
Dubrownik (chorw. Dubrovnik, wł. Ragusa, węg. Raguza) – miasto w Chorwacji, stolica żupanii dubrownicko-neretwiańskiej, siedziba Miasta Dubrownik. Jest położone w południowej Dalmacji nad Morzem Adriatyckim. Niegdyś ośrodek handlu rangi europejskiej, obecnie przede wszystkim ośrodek turystyki. Port handlowy i pasażerski. W 2021 roku liczyło 41 562 mieszkańców.
Dubrownik jest najchętniej odwiedzanym przez turystów miastem w Chorwacji. W Dubrowniku jest niewiele plaż. Miasto słynie z zabytków, architektury, lokalnej kuchni i życia nocnego. Stare miasto w Dubrowniku – jako zespół miejski – w całości zostało wpisane na Listę Światowego Dziedzictwa Kulturowego UNESCO.

## Geografia

### Położenie

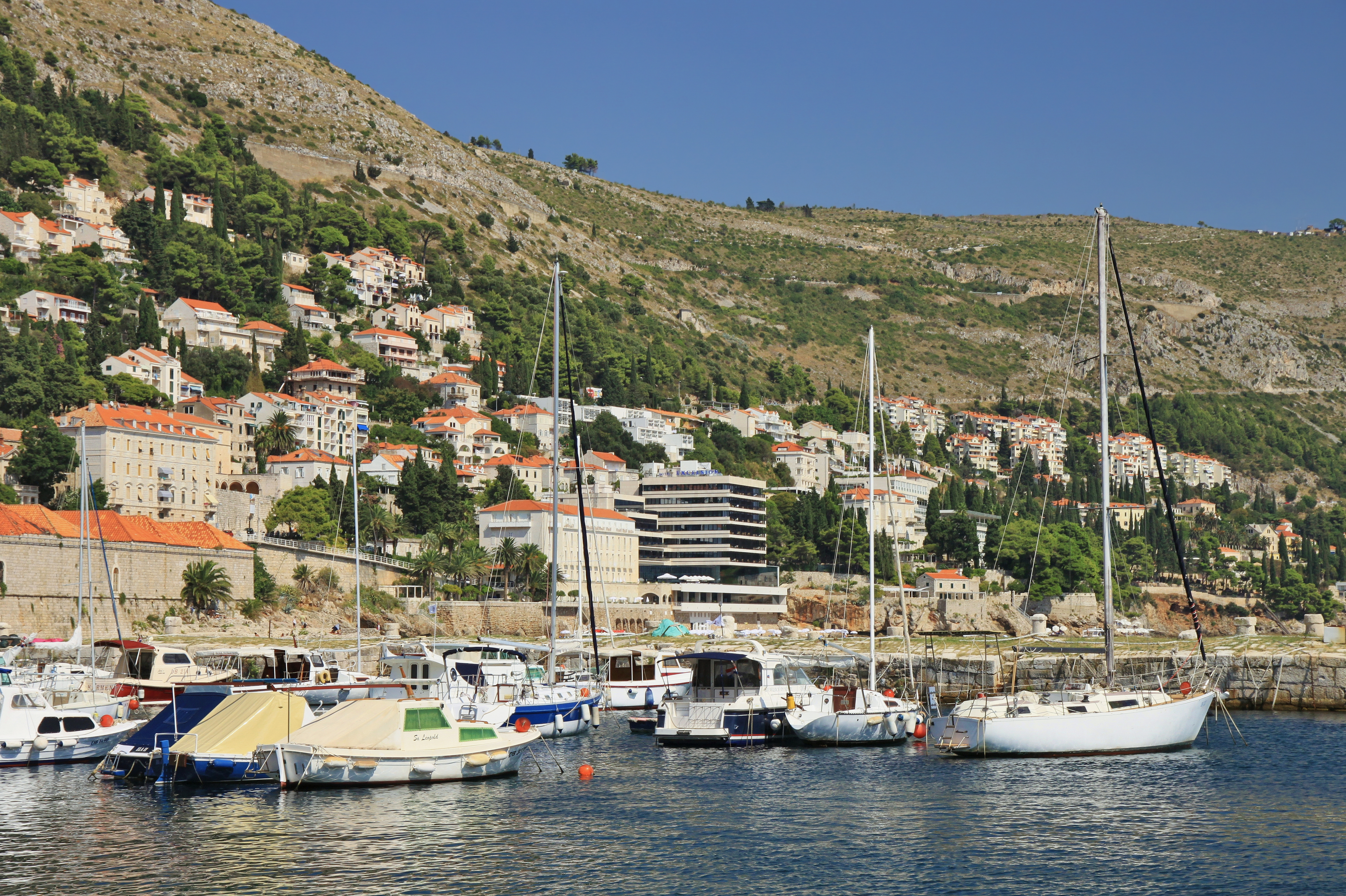
Widok ze starego portu na wschodnie wybrzeże miasta

Właściwy Dubrownik zajmuje tylko część gminy miejskiej Grad Dubrovnik. Podane w niniejszym haśle dane o powierzchni i liczbie ludności odnoszą się do całej gminy, nie tylko do miasta.
Najbardziej znana część Dubrownika – stare miasto (Stari Grad albo tylko Grad) stanowi tylko niewielką część współczesnego miasta. Współczesny Dubrownik ciągnie się na długości kilku kilometrów wzdłuż wybrzeża wąskim pasem między brzegiem Adriatyku a wapiennym wzgórzem Srđ, nadto zajmuje górzysty półwysep Lapad. Dubrownik dzieli się na dzielnice:
- Ploče iza Grada
- Pile-Kono
- Grad
- Gruž
- Lapad
- Montovjerna
- Komolac
- Mokošica

Dzielnice Komolac i Mokošica leżą nad zatoką Rijeka dubrovačka na północ od centrum, dzielnice Lapad i Montovjerna – na półwyspie Lapad, dzielnice Gruž, Pile-Kono, Grad i Ploče iza Grada ciągną się po kolei wzdłuż wybrzeża.

### Klimat
| Miesiąc                          | Sty  | Lut  | Mar  | Kwi  | Maj  | Cze  | Lip  | Sie  | Wrz  | Paź  | Lis  | Gru  | Roczna |
| -------------------------------- | ---- | ---- | ---- | ---- | ---- | ---- | ---- | ---- | ---- | ---- | ---- | ---- | ------ |
| Średnie temperatury w dzień [°C] | 12.3 | 12.6 | 14.4 | 16.9 | 21.5 | 25.3 | 28.2 | 28.5 | 25.1 | 21.1 | 16.6 | 13.4 | 19,7   |
| Średnie dobowe temperatury [°C]  | 9.2  | 9.4  | 11.1 | 13.8 | 18.3 | 22.0 | 24.6 | 24.8 | 21.4 | 17.6 | 13.3 | 10.3 | 16,3   |
| Średnie temperatury w nocy [°C]  | 6.6  | 6.8  | 8.4  | 11.0 | 15.3 | 18.9 | 21.4 | 21.6 | 18.4 | 14.9 | 10.7 | 7.8  | 13,5   |
| Opady [mm]                       | 98.3 | 97.9 | 93.1 | 91.4 | 70.1 | 44.0 | 28.3 | 72.5 | 86.1 | 120  | 142  | 120  | 1064   |
| Średnia liczba dni z opadami     | 11.2 | 11.2 | 11.2 | 12.0 | 9.4  | 6.4  | 4.7  | 5.1  | 7.2  | 10.8 | 12.4 | 12.0 | 113,6  |
| Średnie usłonecznienie [h]       | 130  | 144  | 179  | 207  | 267  | 312  | 347  | 326  | 309  | 189  | 135  | 124  | 2670   |
| Źródło: DHMZ                     |      |      |      |      |      |      |      |      |      |      |      |      |        |

| Sty  | Lut  | Mar  | Kwi  | Maj  | Cze  | Lip  | Sie  | Wrz  | Paź  | Lis  | Gru  | Rok  |
| ---- | ---- | ---- | ---- | ---- | ---- | ---- | ---- | ---- | ---- | ---- | ---- | ---- |
| 14.1 | 14.2 | 14.4 | 15.6 | 18.7 | 23.1 | 25.5 | 25.5 | 24.3 | 20.7 | 18.2 | 15.7 | 19.2 |

## Demografia
Ludność terenów składających się na dzisiejszą gminę Dubrownik wynosiła w kolejnych latach:
- 1880 – 15 666
- 1890 – 15 329
- 1900 – 17 384
- 1910 – 18 396
- 1921 – 16 719
- 1931 – 20 420
- 1948 – 21 778
- 1953 – 24 296
- 1961 – 27 793
- 1971 – 35 628
- 1981 – 46 025
- 1991 – 51 597
- 2001 – 43 770
- 2011 – 42 615

## Dzieje miasta
Centrum osadniczym i najstarszą częścią miasta (a jednocześnie jego największą atrakcją turystyczną) jest Stari Grad – Stare Miasto. Dzisiejsza nadmorska część dzielnicy Stari grad pierwotnie stanowiła wysepkę Lausa (bądź Lave) z małą osadą i kościółkiem, oddzieloną od lądu bagnistym przesmykiem. Po najeździe Słowian na Bałkany na początku VII wieku na wysepce osiedlili się uchodźcy ze zrujnowanego przez Słowian Epidaurum (dzisiejszy Cavtat), leżącego nieco na południe. Możliwe, że już wcześniej, od czasów kolonizacji greckiej, wyspa ta stanowiła kotwicowisko statków żeglujących wzdłuż wybrzeża dalmatyńskiego.
Powstała osada nosiła nazwę Ragusium (z której powstała później włoska i dalmatyńska nazwa Ragusa) i zajmowała północno-zachodnią część dzisiejszej południowej połowy Starego Miasta. Połączenie z lądem stałym znajdowało się w okolicy dzisiejszej bramy Pile. Uchodźcy z Epidaurum przynieśli ze sobą regularny, rzymski sposób rozplanowania miasta, widoczny do dziś w układzie ulic. W X wieku rozwijające się miasto zajęło pozostałą, południowo-wschodnią część wyspy, zwaną Pustijerna / Posterula, czyli pustać.
Na lądzie stałym naprzeciw wysepki Słowianie założyli osadę Dubrovnik. Mieszkańcy obu osad żyli zgodnie, co pozwoliło w XII wieku je połączyć. Dokonano tego poprzez zasypanie przesmyku, na którego miejscu powstała główna ulica miasta – Stradun. Tak powstałe miasto zostało jeszcze w pierwszej połowie XIV wieku powiększone o okolice dzisiejszego klasztoru dominikanów (północno-wschodni narożnik Starego Miasta). Dubrownik w skali średniowiecznej był miastem obszernym. Miasto od początku swego istnienia było otoczone murami obronnymi, które wciąż poszerzano i podwyższano, aż utworzyły potężną twierdzę.

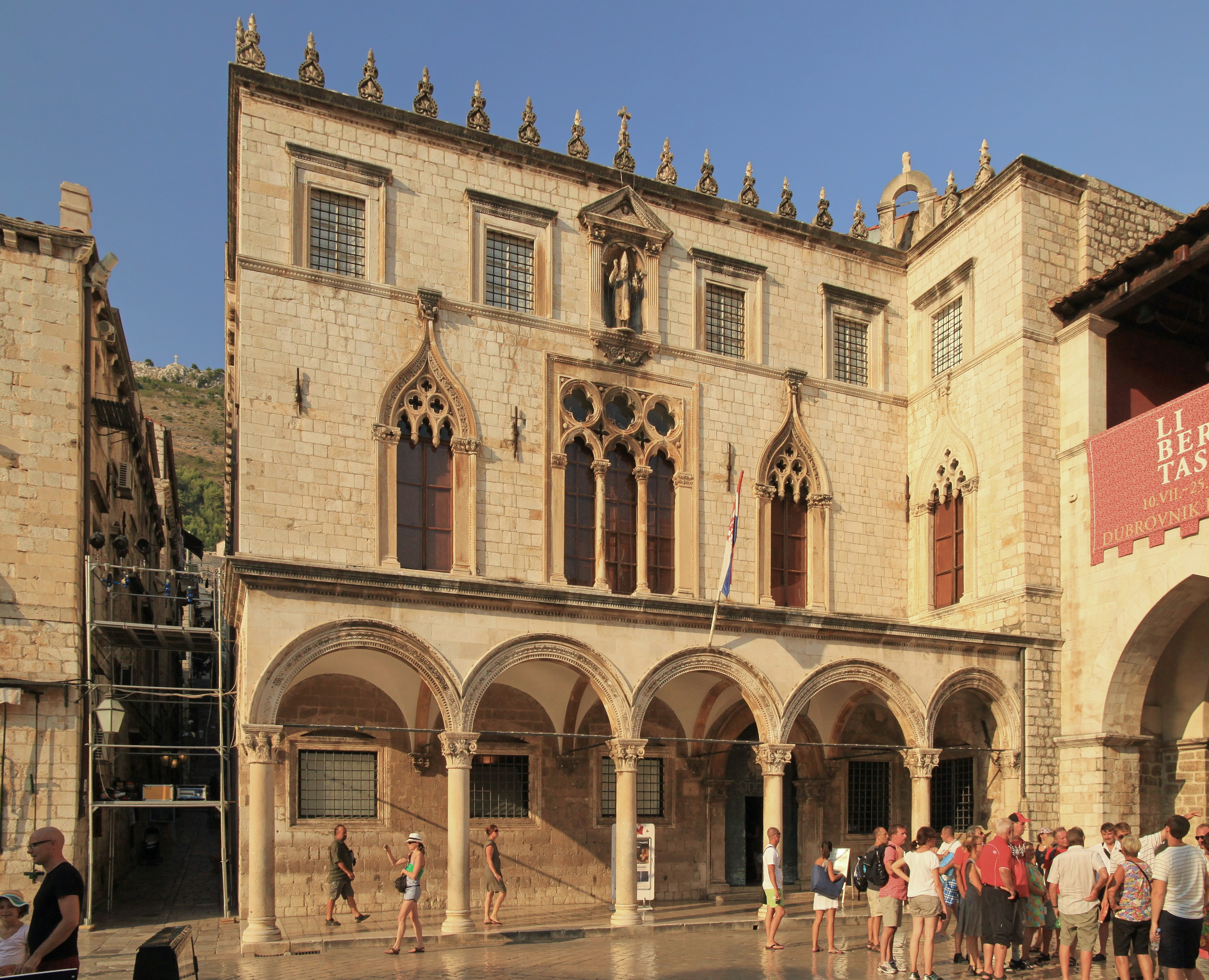
Pałac Sponza

Miasto początkowo podlegało cesarstwu bizantyjskiemu, jednak wraz z wyrugowaniem cesarstwa z Adriatyku zależność ta została zrzucona i Dubrownik związał się z Wenecją. W 867 miasto przetrzymało oblężenie arabskie.
W 925 miasto stało się siedzibą biskupa, od 1022 – arcybiskupa. Od 1204 Dubrownik stanowił posiadłość Republiki Weneckiej, jednak wielokrotnie popadał w zależność od innych lokalnych potęg – Chorwacji, Normanów italskich (1172, 1186–1190), Serbii (1172–1186, 1252–1275). Konkurencja interesów obu miast doprowadziła do zerwania z Wenecją i do oddania się Dubrownika w 1358 pod zwierzchnictwo Królestwa Węgier, a po ich upadku w 1526 – imperium osmańskiego. Zależności te były na tyle symboliczne, że miasto stopniowo rozwinęło się w osobne państwo: Republikę Dubrownicką – republikę rządzoną przez arystokrację-patrycjat, nabywający ogromne bogactwa w drodze handlu. Rody kupców-patrycjuszy początkowo były romańskie, ale od XII wieku cała ludność miasta stopniowo się slawizowała. W XV wieku Dubrownik był już jednolicie słowiański.
Dubrownik nie miał bogactw naturalnych ani nawet większego zaplecza lądowego. W okresie od IX wieku do 1427 ukształtował się pas posiadłości miejskich wzdłuż wybrzeża dalmatyńskiego, rozciągający się od półwyspu Pelješac na północy do Zatoki Kotorskiej na południu – ale nie miał on większego znaczenia gospodarczego. Bogactwo miasta wyrosło wyłącznie na handlu, początkowo, pod naciskiem Wenecji, ograniczonym do Bałkanów, ale od XIII wieku obejmującym już całą wschodnią część Morza Śródziemnego.
Rozkwit miasta trwał od XIII do XVI wieku. W tym czasie powstała większość budowli i urządzeń miejskich, stanowiących dziś jego zabytki.
Zmierzch Republiki Dubrownickiej i jej stolicy, podobnie jak pozostałych śródziemnomorskich republik kupieckich, był skutkiem wielkiej zmiany szlaków handlowych w Europie po odkryciu Ameryki w XV wieku i utracie znaczenia gospodarczego szlaków śródziemnomorskich. Ponadto ciosem dla miasta było trzęsienie ziemi 6 kwietnia 1667, po którym miasto co prawda zostało odbudowane, ale gospodarczo już się nie podźwignęło. Podupadła Republika przetrwała do czasów napoleońskich. 26 maja 1806 miasto zostało bez walki zajęte przez oddziały napoleońskie. 31 sierpnia 1808 Republika Dubrownicka została zniesiona przez władze napoleońskie. Miasto z okręgiem zostało przyłączone najpierw do napoleońskiego Królestwa Włoch, a następnie do Prowincji Iliryjskich – posiadłości Cesarstwa Francuskiego. Po upadku Napoleona kongres wiedeński włączył tereny dawnej Republiki do Królestwa Dalmacji, a to z kolei do Cesarstwa Austrii.
W austriackiej Dalmacji, na najdalszych peryferiach monarchii, Dubrownik został odcięty od swego bałkańskiego zaplecza i podupadł, stając się prowincjonalnym portem handlowym o lokalnym znaczeniu. Ponowny rozwój, choć powolny, zaczął się po zjednoczeniu Dalmacji i Bośni w jednym państwie – Królestwie Jugosławii w 1918. Podczas II wojny światowej, w toku kampanii na Bałkanach, 10 kwietnia 1941 lotnictwo włoskie bombardowało miasto, a 17 kwietnia 1941 Dubrownik został bez walki zajęty przez 17. korpus włoski nadeszły z Albanii. Po upadku Jugosławii Dubrownik wszedł w skład Niezależnego Państwa Chorwackiego, w której był siedzibą władz żupy Dubrava we włoskiej strefie wpływów. W komunistycznej Jugosławii po 1945 Dubrownik znalazł się w Socjalistycznej Republice Chorwacji. Wraz z Chorwacją po rozpadzie Jugosławii Dubrownik przeszedł wojnę z Serbią i Czarnogórą, podczas której przetrwał siedmiomiesięczne oblężenie połączone z ostrzałem artyleryjskim. Stare miasto zostało poważnie uszkodzone, ale w ciągu kilku lat zniszczenia naprawiono.
Od czasów powojennych Dubrownik, zachowując rolę regionalnego ośrodka handlowego i komunikacyjnego, stał się przede wszystkim celem masowej turystyki, dyskontując w ten sposób swe bogate dzieje, łagodny klimat i bajeczną urodę. Od 1992 do 2022 roku sytuację miasta komplikowało terytorialne odcięcie go od reszty Chorwacji przez fragment Bośni i Hercegowiny koło Neum (w XVII wieku przekazany przez Republikę Dubrownicką imperium osmańskiemu w celu utworzenia bariery przed Wenecją). Nie było to problemem za czasów jugosłowiańskich, ale stało się nim po tym, jak granica chorwacko-bośniacka stała się granicą Unii Europejskiej. Dlatego w 2022 roku oddano do użytku Pelješki most, który łączy obie części państwa.
6 czerwca 2003 r. w ramach podróży apostolskiej do Chorwacji Dubrownik odwiedził papież Jan Paweł II, który beatyfikował tu pierwszą w dziejach Chorwatkę Marię od Jezusa Ukrzyżowanego Petković.

## Kultura
- patronem Dubrownika jest św. Błażej z Sebasty. Co roku na początku lutego mają miejsce obchody uroczystości św. Błażeja, patrona Dubrownika
- liczne muzea
- Letni Festiwal w Dubrowniku
- w Dubrowniku mieszkał polski kompozytor i pisarz Ludomir Michał Rogowski (1881–1954)
- w Dubrowniku w 1978 r. zrealizowany został jugosłowiański film wojenny "Okupacja w 26 obrazach", ukazujący losy miasta w czasie II wojny światowej. Film był nominowany do nagrody Złotej Palmy na Festiwalu Filmowym w Cannes[13].
- w Dubrowniku kręcone były niektóre sceny z serialu „Gra o Tron”[14]. Dubrownik odgrywał tam rolę Królewskiej Przystani – stolicy Westeros

## Zabytki
Stare miasto Dubrownika stanowi unikalny w Europie, zachowany w całości układ urbanistyczny średniowiecznego miasta wraz z systemem umocnień obronnych. Jako takie zostało w całości wpisane na listę dziedzictwa kulturowego. Na starym mieście znajdują się niemal wszystkie zabytki miasta.
Na system fortyfikacji miejskich, zachowany w stanie niemal niezmienionym od XVII wieku, składają się:
- mury miejskie, a w ich ciągu baszty i bramy:
  - baszta Minčeta,
  - baszta Asimon,
  - baszta św. Łukasza,
  - fort-baszta św. Jana,
  - baszta św. Zbawiciela,
  - baszta św. Stefana,
  - baszta św. Małgorzaty,
  - baszta św. Piotra (Mrtvo zvono),
  - baszta Bokar,
  - baszta Puncjela,
  - brama Pile,
  - brama Buže,
  - brama Ploče,
  - brama Peskarija,
  - brama Ponte,
- umocnienia poza murami:
  - fort Lovrijenac,
  - fort Revelin.

Fosa okalająca mury miejskie została częściowo zasypana, urządzono w niej ulice, parkingi i skwery.
Wewnątrz murów rozciąga się średniowieczny zespół miejski, stanowiący zabytek jako całość, jak również zawierający wiele poszczególnych zabytkowych miejsc i budowli:
- główna ulica Stradun,
- pałac Rektorów (XV wiek) – siedziba władz i rektora Republiki Dubrownickiej pochodząca z XV wieku, obecnie muzeum;
- pałac Sponza (XIV-XV wiek) – Archiwum Dubrownickie;
- odwach z wieżą zegarową (1480);
- gotycki klasztor Franciszkanów (XIV wiek);
- gotycki klasztor Klarysek (XIV wiek);
- najstarsza apteka w Europie (od 1317);
- gotycki klasztor Dominikanów (XIV-XV wiek);
- renesansowy kościół św. Zbawiciela (1520);
- barokowy kościół św. Błażeja – zbudowany na miejscu romańskiego kościoła, który przetrwał wielkie trzęsienie ziemi w 1667, ale został zniszczony podczas pożaru w 1706 roku. Nowy barokowy kościół zbudowany został w latach 1706–1715. Na głównym ołtarzu znajduje się rzeźba św. Błażeja dzieła dubrownickiego majstra z XV wieku. W rękach trzyma makietę miasta sprzed trzęsienia ziemi w 1667 roku;
- Katedra Wniebowzięcia Najświętszej Maryi Panny w Dubrowniku (1671-1713);
- kościół Jezuitów (1699-1725);
- Wielka i Mała Studnia Onofria – zabytkowe studnie o okrągłym kształcie zbudowane w latach 1438–1444 przez neapolitańskiego architekta Onofria della Cava, jednocześnie mogą służyć za zbiornik na wodę. Na większej fontannie woda płynie z 16 zamaskowanych figur;
- Kolumna Rolanda – kamienna prezentacja legendarnego rycerza Rolanda. Służyła jako miejsce, przy którym gońcy czytali ogłoszenia. Przez długi czas była jedynym świeckim pomnikiem w mieście;
- ruiny klasztoru benedyktynów oraz francuska twierdza Fort Royal na wyspie Lokrum.

## Gospodarka

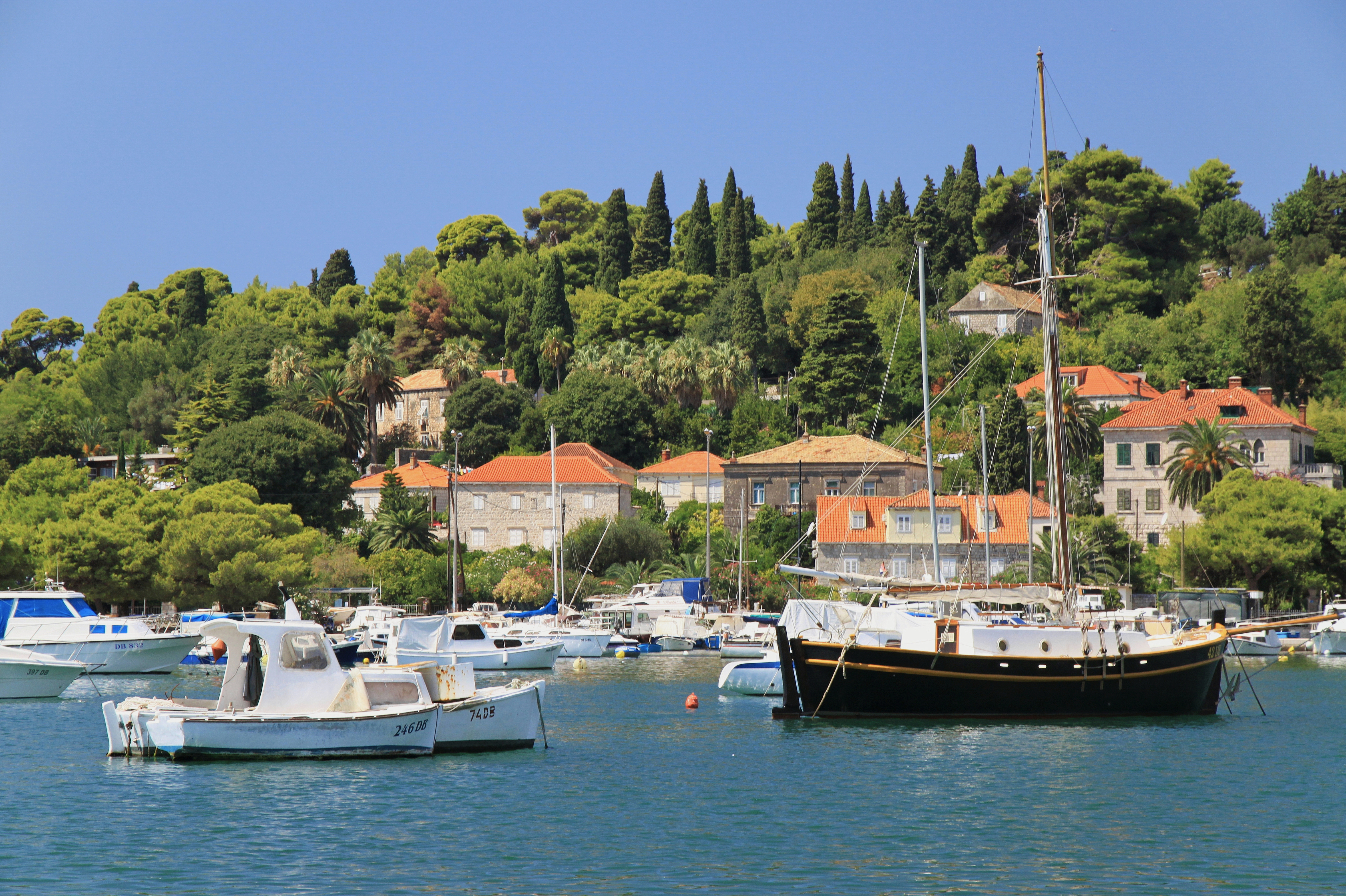
Widok głównego portu w dzielnicy Gruž

Dubrownik jest głównym ośrodkiem turystycznym Dalmacji i przemysł turystyczny jest podstawą gospodarczą tego regionu, chociaż niedawna wojna tocząca się na Bałkanach spowodowała kryzys w tej dziedzinie.
W mieście znajduje się ważny port handlowy i pasażerski (np. połączenie promowe z Bari we Włoszech). W pobliżu Dubrownika znajduje się międzynarodowy port lotniczy Dubrownik. Na pobliskiej rzece zbudowano elektrownię wodną.

## Miasta partnerskie
- Graz, Austria;
- Bad Homburg vor der Höhe, Niemcy;
- Helsingborg, Szwecja;
- Vukovar, Chorwacja;
- Rawenna, Włochy;
- Monterey, Stany Zjednoczone;
- Sandnes, Norwegia